# Eisenbahnunfall von Ghatnandur
Der Eisenbahnunfall von Ghatnandur war der Auffahrunfall eines Reisezuges auf einen Güterzug am 3. Januar 2003 im Bahnhof Ghatnandur im indischen Bundesstaat Maharashtra. 20 Menschen starben.

## Ausgangslage
Im Bahnhof Ghatnandur der South Central Railway stand am frühen Morgen ein Güterzug auf einem Ausweichgleis, den der Schnellzug Secunderabad–Manmad (Zugnummer 7064) auf dem durchgehenden Hauptgleis überholen sollte, um den Bahnhof dabei ohne Halt zu durchfahren.

## Unfallhergang
Der Weichensteller versäumte es, die Weiche hinter dem Güterzug wieder auf Richtung Streckengleis umzustellen, zugleich gab der Fahrdienstleiter aber schon die Einfahrt in den Bahnhof für den Schnellzug frei. Der Schnellzug näherte sich dem Bahnhof gegen 1:25 Uhr. Als dessen Lokomotivführer Sekunden vor dem Aufprall die Situation erkannte, leitete er noch eine Schnellbremsung ein, was bereits zum Entgleisen von drei Wagen führte. Durch den Aufprall des Schnellzuges auf den Güterzug stürzte ein Packwagen um und zwei weitere Reisezugwagen wurden zerquetscht.

## Folgen
Insgesamt starben 20 Menschen, 16 sofort, 72 weitere wurden verletzt. Fahrdienstleiter und Weichensteller flüchteten. Insgesamt wurden fünf Bahnmitarbeiter vom Dienst suspendiert.